# Teoria biopsicológica da personalidade de Gray
A teoria biopsicológica da personalidade, proposta pelo psicólogo Jeffrey Alan Gray em 1970, é um modelo bem fundamentado dos processos biológicos gerais relevantes para a psicologia, comportamento e personalidade humanos. Gray hipotetizou a existência de dois sistemas baseados no cérebro para controlar as interações de uma pessoa com seu ambiente: o sistema de inibição comportamental (BIS) e o sistema de ativação comportamental (BAS). BIS está relacionado à sensibilidade à punição e à motivação para evitar. O BAS está associado à sensibilidade para recompensar e abordar a motivação. Escalas psicológicas foram projetadas para medir esses sistemas hipotéticos e estudar diferenças individuais na personalidade. O neuroticismo, uma dimensão de personalidade amplamente estudada relacionada ao funcionamento emocional, está positivamente correlacionada com as escalas do BIS e negativamente com as escalas do BAS.

## História
A teoria biopsicológica da personalidade é semelhante a outra das teorias de Gray, a teoria da sensibilidade ao reforço. A Teoria Biopsicológica da Personalidade foi criada depois que Gray discordou da teoria da excitação de Hans Eysenck, que tratava dos traços biológicos da personalidade. Eysenck olhou para o ascendente sistema reticular ativador (ARAS) para responder perguntas sobre a personalidade. O ARAS faz parte da estrutura do cérebro e foi proposto para lidar com a excitação cortical, daí o termo teoria da excitação. Eysenck comparou os níveis de excitação a uma escala de introversão versus extroversão. A comparação dessas duas escalas foi então usada para descrever personalidades individuais e seus padrões comportamentais correspondentes. Gray discordou da teoria de Eysenck porque Gray acreditava que coisas como traços de personalidade não podiam ser explicadas apenas pelo condicionamento clássico. Em vez disso, Gray desenvolveu sua teoria, que se baseia mais fortemente em respostas fisiológicas do que a teoria de Eysenck.
Gray apoiou bastante suas teorias e experimentou animais para testar suas hipóteses. uso de animais permite que os pesquisadores testem se diferentes áreas do cérebro são responsáveis por diferentes mecanismos de aprendizado. Especificamente, a teoria de Gray concentrou-se em entender como a recompensa ou o castigo se relacionam com as medidas de ansiedade e impulsividade. Suas pesquisas e estudos posteriores descobriram que recompensa e punição estão sob o controle de sistemas separados e, como resultado, as pessoas podem ter diferentes sensibilidades a esses estímulos recompensadores ou punitivos.

## Sistema de inibição comportamental
O sistema de inibição comportamental (BIS), como proposto por Gray, é um sistema neuropsicológico que prediz a resposta de um indivíduo a pistas relevantes para a ansiedade em um determinado ambiente. Este sistema é ativado em tempos de punição, coisas chatas ou eventos negativos. Ao responder a sinais como estímulos negativos ou eventos que envolvem punição ou frustração, esse sistema acaba por evitar esses eventos negativos e desagradáveis. Segundo a Teoria de Gray, o BIS está relacionado à sensibilidade à punição, bem como à motivação para evitar. Também foi proposto que o BIS é a base causal da ansiedade. alta atividade do BIS significa uma maior sensibilidade a não recompensa, punição e experiência nova. Esse nível mais alto de sensibilidade a essas pistas resulta em uma evitação natural de tais ambientes, a fim de evitar experiências negativas, como medo, ansiedade, frustração e tristeza. As pessoas que são altamente sensíveis ao castigo percebem os castigos como mais aversivos e são mais propensos a se distrair com os castigos.
Acredita-se que o mecanismo fisiológico por trás do BIS seja o sistema septo-hipocampal e seus aferentes monoaminérgicos do tronco cerebral. Usando uma análise morfométrica baseada em voxel, o volume das regiões mencionadas foi avaliado para visualizar diferenças individuais. Os resultados podem sugerir uma correlação entre o volume e os traços de personalidade relacionados à ansiedade. Os resultados foram encontrados no córtex orbitofrontal, no precuneus, na amígdala e no córtex pré-frontal.

## Sistema de ativação comportamental
O sistema de ativação comportamental (BAS), em contraste com o BIS, é baseado em um modelo de motivação apetitiva - nesse caso, a disposição de um indivíduo em buscar e alcançar objetivos. O BAS é despertado quando recebe sugestões correspondentes a recompensas e controla ações que não estão relacionadas à punição, e sim ações que regulam comportamentos do tipo abordagem. Este sistema tem uma associação com a esperança. Segundo a teoria de Gray, o BAS é sensível a estímulos atraentes condicionados e está associado à impulsividade. Também se pensa que esteja relacionado à sensibilidade à recompensa, bem como à motivação da abordagem. O BAS é sensível a não punição e recompensa. Indivíduos com um BAS altamente ativo mostram níveis mais altos de emoções positivas, como exaltação, felicidade e esperança, em resposta a sinais ambientais consistentes com não punição e recompensa, além de atingir as metas. Em termos de personalidade, é mais provável que esses indivíduos se envolvam em esforços direcionados a objetivos e experimentem essas emoções positivas quando expostos a recompensas iminentes. O mecanismo fisiológico do BAS não é tão conhecido quanto o BIS, mas acredita-se que esteja relacionado às vias catecolaminérgicas e dopaminérgicas no cérebro. A Adopamina é um neurotransmissor comumente ligado a emoções positivas, o que poderia explicar a suscetibilidade à euforia e felicidade ao atingir objetivos que foram observados. Demonstrou-se que pessoas com um BAS altamente ativo aprendem melhor por recompensa do que por punição, inversa ao BIS, como mencionado acima. Considera-se que o BAS inclui impulsividade de características que também está relacionada a distúrbios psicopatológicos como TDAH, abuso de drogas e abuso de álcool. Quanto maior o escore do BAS, ou quanto maior o impulsivo, maior a probabilidade de ele estar relacionado a distúrbios psicopatológicos ou desinibidores. Certos aspectos do sistema de recompensa dopaminérgico são ativados quando pistas e reforçadores de recompensa são apresentados, incluindo recompensas biológicas, como comida e sexo. Essas áreas do cérebro, que foram destacadas durante vários estudos de ressonância magnética, são as mesmas áreas associadas ao BAS.

## Compare e contraste
Juntos, os dois sistemas trabalham em um relacionamento inverso. Em outras palavras, quando uma situação específica ocorre, um organismo pode abordar a situação com um dos dois sistemas. Os sistemas não serão estimulados ao mesmo tempo e qual sistema é dominante depende da situação em termos de punição versus recompensa. Pensa-se que este fenômeno da diferenciação entre os dois sistemas ocorra devido às áreas distintas do cérebro que são ativadas em resposta a diferentes estímulos. Essa diferença foi observada anos atrás através da estimulação elétrica do cérebro.
O sistema de ativação comportamental e o sistema de inibição comportamental diferem em suas vias fisiológicas no cérebro. Demonstrou-se que o sistema de inibição está ligado ao sistema septo-hipocampo, que parece ter uma estreita correlação com uma via serotoninérgica, com semelhanças em suas inervações e respostas ao estresse. Por outro lado, acredita-se que o sistema de ativação ou recompensa esteja mais associado a um sistema dopaminérgico mesolímbico em oposição ao sistema serotoninérgico.
Os dois sistemas propostos por Gray diferem em suas motivações e respostas fisiológicas. Gray também propôs que os indivíduos podem variar amplamente em resposta ao sistema de inibição comportamental e ao sistema de ativação comportamental. Verificou-se que alguém que é sensível ao seu BIS será mais receptivo às sugestões negativas em comparação com alguém que é sensível ao seu BAS e, portanto, responde mais às sugestões no ambiente relacionadas ao sistema, sugestões especificamente positivas ou recompensadoras. . Pesquisadores além de Gray demonstraram interesse nessa teoria e criaram questionários que medem a sensibilidade do BIS e do BAS. Carver e White foram os principais pesquisadores responsáveis pelo questionário. Carver e White criaram uma escala que demonstrou medir validamente os níveis de pontuações individuais de BIS e BAS. Esta medida concentra-se nas diferenças de motivações de incentivo e de aversão. Como mencionado anteriormente, essas motivações se correlacionam à impulsividade e à ansiedade, respectivamente.

## Formulários
Desde o desenvolvimento do BAS e do BIS, foram criados testes para ver como os indivíduos se classificam em cada área. O questionário é chamado de Sistema de Inibição Comportamental e Sistema de Ativação Comportamental.
As pessoas podem ser testadas com base na ativação de qualquer um dos sistemas usando um EEG. Esses testes concluem se uma pessoa tem um BIS ou BAS mais ativo. Os dois sistemas são independentes um do outro.
Esses testes podem determinar coisas diferentes sobre a personalidade de uma pessoa. Eles podem determinar se uma pessoa tem humor mais positivo ou negativo. Usando escalas de testes psicológicos projetadas para correlacionar com os atributos desses sistemas hipotéticos, o neuroticismo mostrou correlação positiva com a escala BIS e correlação negativa com a escala BAS.
De acordo com a teoria da desregulação BAS de Richard Depue sobre distúrbios bipolares, agora médicos e outros profissionais podem determinar se uma pessoa com transtorno bipolar está à beira de um episódio maníaco ou depressivo com base em sua classificação em uma escala de sensibilidade ao BAS e ao BIS. . Essencialmente, essa teoria da desregulação propõe que as pessoas com desregulação do BAS possuem um sistema de ativação comportamental extraordinariamente sensível e seu BAS é hiper-responsivo às indicações do sistema de abordagem comportamental. Se uma pessoa com transtorno bipolar relata alta sensibilidade ao BAS, isso significa que um episódio maníaco pode ocorrer mais rapidamente. Além disso, se uma pessoa com transtorno bipolar relatar alta sensibilidade ao BIS, isso poderá indicar uma fase depressiva. Uma melhor compreensão da teoria da desregulação do BAS pode informar a intervenção psicossocial (por exemplo, terapia cognitivo-comportamental, psicoeducação, terapia de ritmo interpessoal e social, etc.).
O questionário BAS/BIS também pode ser usado nos casos de criação de perfil criminal. A pesquisa precedente conforme relatado por pesquisadores MacAndrew e Steele em 1991 comparou dois grupos sobre os níveis de espectro oposto do medo e a resposta de uma variedade de questões. Os dois grupos no estudo variaram nos níveis de BIS, alto ou baixo, e foram selecionados pelos pesquisadores. Um grupo era composto por mulheres que sofreram ataques de ansiedade e juntas formaram o grupo com alto BIS. O grupo com baixo BIS era composto por prostitutas condenadas que haviam participado de comportamento ilegal. Os principais resultados mostraram que as respostas aos questionários foram distintamente diferentes entre o grupo com alto BIS e o grupo com baixo BIS, com as mulheres condenadas com pontuação mais baixa. Os resultados deste estudo demonstram que os questionários podem ser usados como uma medida válida para mostrar diferenças nos sistemas de inibição comportamental de diferentes tipos de pessoas. Gray também apresentou seu questionário SPSRQ para medir a sensibilidade à recompensa (RS) e a sensibilidade ao castigo (SP) na ansiedade (2012). É um questionário especificamente projetado, vinculado à teoria de Gray, referenciando o SR ao BAS e o SP ao BIS.

## Pesquisas ou implicações futuras
Como mencionado anteriormente, os distúrbios psicológicos foram analisados em termos dos sistemas de inibição e ativação comportamental. A compreensão das diferenças entre os sistemas pode estar relacionada à compreensão de diferentes tipos de distúrbios que envolvem ansiedade e impulsividade. Até o momento, existem muitos tipos de transtornos de ansiedade que lidam com teorias de prevenção e pesquisas futuras podem mostrar que o sistema de ativação comportamental desempenha um papel importante nesses distúrbios e pode ter implicações futuras no tratamento de pacientes.